# Milton Griffiths
Milton Griffiths (* 30. April 1975 in Montego Bay) ist ein ehemaliger jamaikanischer Fußballspieler.

## Karriere
Griffiths spielte zunächst in den USA für die College-Fußballmannschaft der William Carey University, die William Carey Crusaders. 1999 kehrte er in sein Heimatland zurück und war dort für den jamaikanischen Spitzenclub Harbour View FC aktiv. 2000 wechselte er für eine Spielzeit zum damaligen Regionalligisten Eintracht Braunschweig nach Deutschland, um danach abermals nach Jamaika zurückzugehen. In der Saison 2001/02 wurde Griffiths dort Torschützenkönig der zweitklassigen National A-League.
Griffiths bestritt außerdem vier Länderspiele für die jamaikanische Fußballnationalmannschaft. Sein Debüt gab er am 2. September 1999 in einem Freundschaftsspiel gegen Kanada in Toronto. Sein letztes Länderspiel bestritt Griffiths im Januar 2003, als er bei einer 0:1-Niederlage Jamaikas gegen Barbados zum Einsatz kam.

## Erfolge
- Jamaikanischer Meister: 2000
- Torschützenkönig der National A-League: 2002